# 小行星2374
小行星2374（2374 Vladvysotskij）是一颗围绕太阳公转的小行星。1974年8月22日，柳德米拉·朱拉夫寥娃在克里米亚发现了此天体。
該小行星以俄羅斯男歌手弗拉基米爾·維索茨基命名。
这颗小行星的绝对星等为16.36096等。